# Мъж без кола
„Мъж без кола“ е българска телевизионна новела (социално-битова  комедия) от 1984 година по сценарий на Христо Поляков и Иван Зоин. Режисьор е Иван Зоин, а оператор е Николай Найденов. 
Филмът е по разказ на Христо Поляков.

## В главните роли
- Йордан Диков
- Ивайло Диков
- Юлия Ганчева
- Лилия Славова
- Ева-Мария Радичкова
- Милена Гайдарджиева
- Христо Рашков
- Стойко Манов
- Тодор Мадолев
- Веско Зехиров